# 푸잉

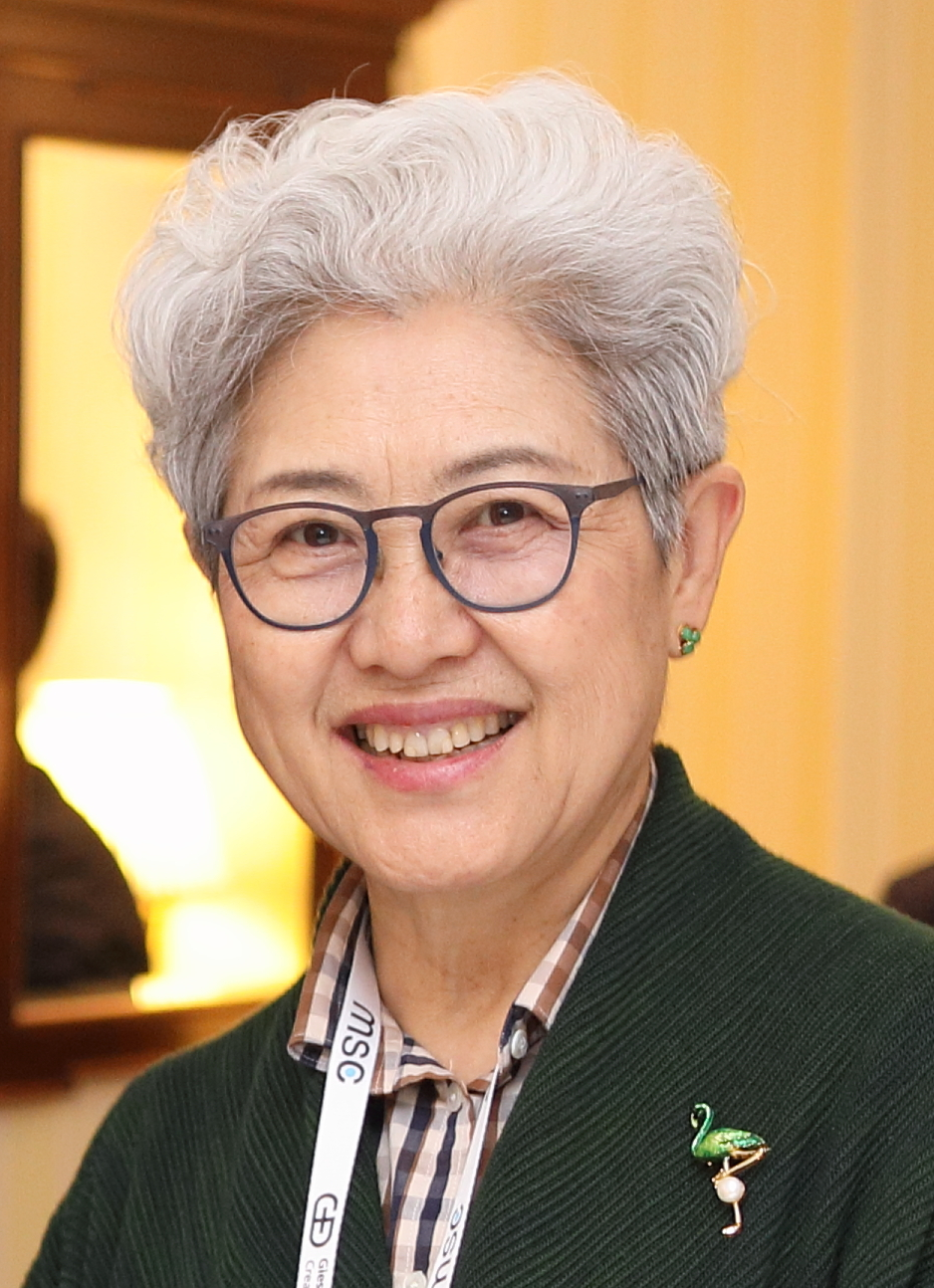
푸잉 (2018년 뮌헨 안보 회의 과정에서 촬영)

푸잉(중국어 간체자: 傅莹, 정체자: 傅瑩, 병음: Fù Yíng, 1953년 1월 ~ )은 중국의 외교관이다.

## 생애
푸잉은 1953년 1월에 내몽골 자치구 후허하오터시에서 태어났다. 그의 아버지는 아민(阿民)은 중국의 몽골족 철학자인 아이쓰치(艾思奇)의 제자였고 중국 인민해방군 내몽골 군구 선전부 부부장을 역임했다. 16세 시절에 내몽골 자치구의 농장에서 노동자로 일했고 1970년에는 내몽골 생산 건설 병단 방송국에서 고등학교 교육을 받았다. 1973년에는 베이징 외국어대학에 입학하면서 영어, 프랑스어, 루마니아어를 전공했다.
푸잉은 1977년에 대학교를 졸업하고 중화인민공화국 외교부에 합류하면서 외교관으로 근무했고 루마니아 주재 중국 대사관, 중국 외교부 통역실에서 근무했다. 1985년에는 영국 켄트 대학교에 파견되어 국제관계학 석사 학위를 받았고 1986년부터 1990년까지 중국 외교부 통역실로 자리를 옮기면서 3등 비서, 2등 비서, 교육처 부처장, 영문처 부처장 등을 역임했다. 또한 덩샤오핑, 양상쿤, 장쩌민, 리펑 등 중국 공산당 고위층 인사들의 통역을 맡으면서 해외 순방, 주요 회의에 동행했다.
푸잉은 중국 외교부 아주국에서 근무하면서 외교 분야에서 실무 경험을 얻었고 1992년부터 1993년까지 캄보디아에서 유엔의 평화 유지 활동 임무를 수행했다. 중국으로 귀국한 이후에도 중국 외교부에서 아주국 종합처장, 참사관으로 근무하면서 아세안(동남아시아 국가 연합), 아시아 태평양 지역의 안보 부문을 총괄했다. 1997년에는 주인도네시아 중국 대사관에서 수석 참사관으로 근무했다.
푸잉은 1999년 3월부터 2000년 4월까지 주필리핀 중국 대사를 역임하면서 중국의 소수 민족 출신 여성 외교관으로는 최초로 대사를 역임했다. 2000년부터 중국 외교부 아주국 국장을 역임하면서 조선민주주의인민공화국의 핵 문제를 해결하기 위한 회담을 성사시켰다. 2004년 3월부터 2007년 3월까지 주오스트레일리아 중국 대사를 역임했다. 2007년 4월부터 2010년 1월까지 주영국 중국 대사를 역임했고 2010년 1월부터 2013년 3월까지 중국 외교부 부부장을 역임했다.
푸잉은 2013년 3월부터 제12대 전국인민대표대회 외사위원회 주임위원 겸 대변인을 역임했고 2018년 3월부터 제13대 전국인민대표대회 외사위원회 부주임위원을 역임했다. 2019년 4월에는 칭화 대학 겸임 교수, 칭화 대학 전략안보연구센터장으로 임명되었다.